# Torossanguéhi
Torossanguéhi  est une localité du nord-est de la Côte d'Ivoire et appartenant au département de Bondoukou, district du Zanzan, région du Gontougo. La localité de Torossanguéhi est un chef-lieu de commune.
|                             |
| LA MATERNITE DE LA LOCALITE |

|            |
| INFIRMERIE |

|                                    |
| L'EGLISE CATHOLIQUE DE LA LOCALITE |

|                           |
| UNE EGLISE DE LA LOCALITE |

|                            |
| UNE MOSQUEE DE LA LOCALITE |

|                        |
| UNE RUE DE LA LOCALITE |

|                        |
| UNE RUE DE LA LOCALITE |

|                        |
| UNE RUE DE LA LOCALITE |

|                        |
| UNE RUE DE LA LOCALITE |